# Ландини, Андреа
Андреа Ландини (итал. Andrea Landini; 10 декабря 1847, Флоренция, Великое герцогство Тосканское[…] — 1935, Флоренция) — итальянский живописец академического направления.

## Биография
Художник родился во Флоренции. Обучался живописи в Академии изящных искусств во Флоренции под руководством профессора Риккардо Паскуини, а затем в мастерской итальянского художника швейцарского происхождения Антонио Чизери.
Наиболее известные и лучшие свои работы художник создал в 1880—1890-е годы. Работы Андреа Ландини неоднократно выставлялись на международных выставках в Париже, именно там была представлена его последняя персональная выставка в Обществе французских художников в 1911 году. Затем его известность стала падать, интерес к его работам был утрачен. Основные жанры, в которых работал художник: портрет, натюрморт и жанровые сюжеты в интерьерах рококо. Среди его наиболее известных жанровых работ: «Соблазнение» и «Возвращение». Среди его многочисленных портретов, многие из которых созданы в натуральную величину: «Графиня Лавиния Бокка»; «Портрет принцессы Уэльской», «Портрет графини ди Пралормо», «Портрет сына графини Лапарелли Питти».
В Британском музее находится серия картин художника, изображающих сцены из повседневной жизни высших иерархов католической церкви. Картины с иронией изображают сцены, в которых они весьма далеки от стандартного образа людей, погружённых в молитву и забывших о земной суете. Особенно часто на таких картинах кардиналы играют в шахматы. Также картинами Андреа Ландини обладают: Музей Виктории и Альберта, Лондон, Национальная галерея, Прага; Музеи Капитолия, Рим, Кунстхаус, Цюрих; Королевские музеи изящных искусств, Брюссель; Национальный музей, Краков; Музей герцога Антона Ульриха, Брауншвейг. В настоящее время работы художника широко представлены на ведущих художественных аукционах. Цены на них колеблятся от 10 000 до 300 000 долларов.

## Галерея

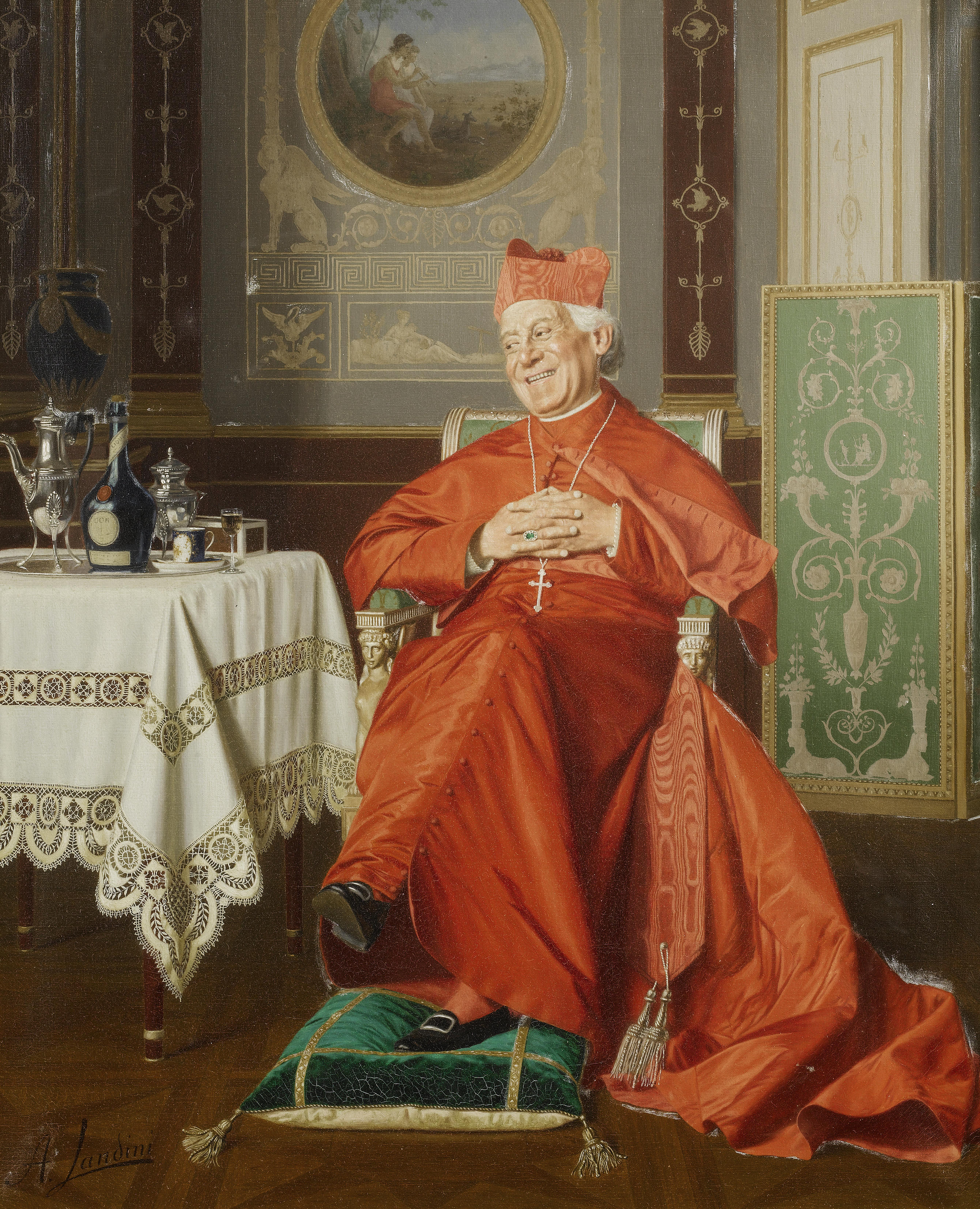
Андреа Ландини. Предвкушение, до 1935
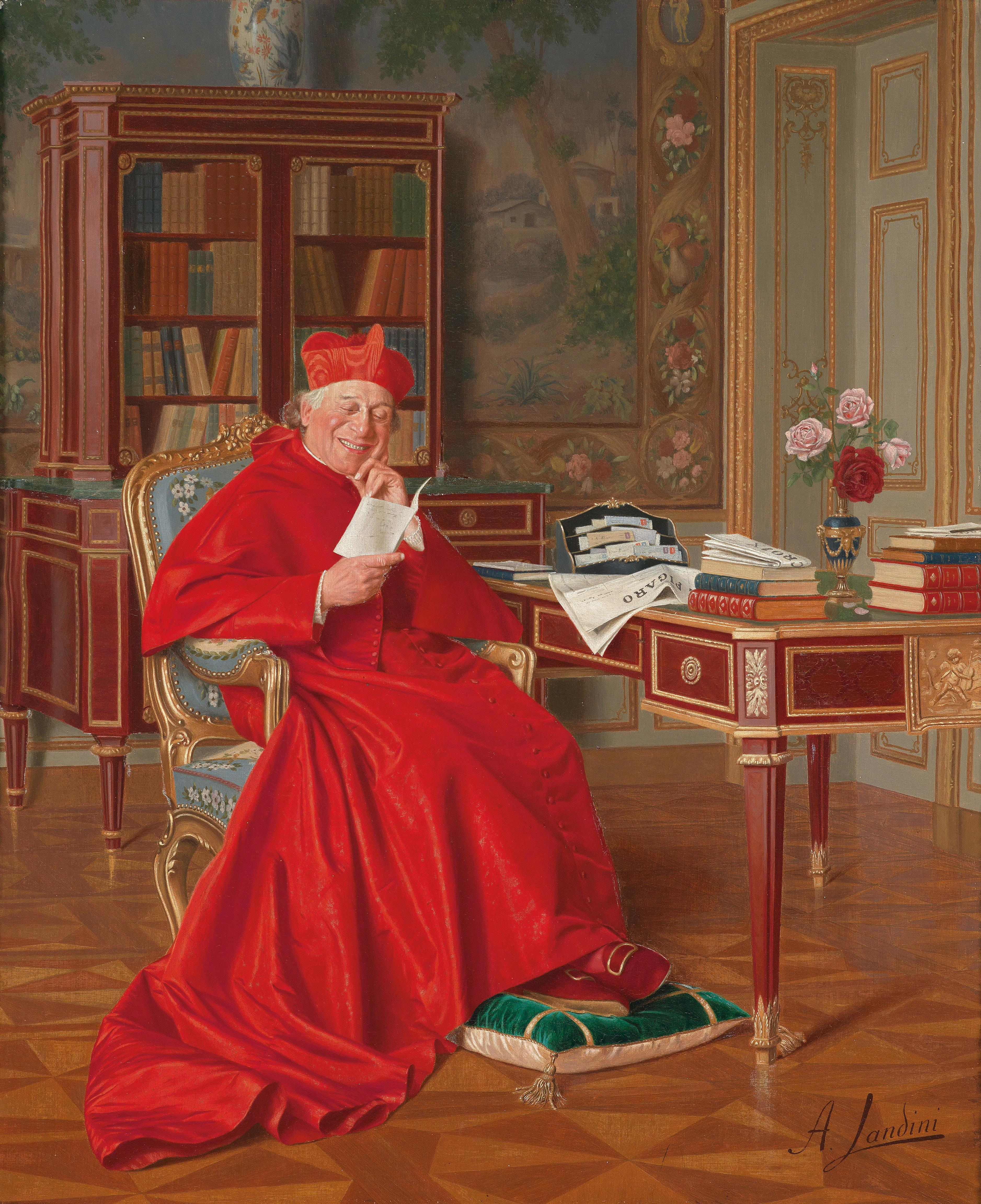
Андреа Ландини. Развлекательное чтение, до 1935
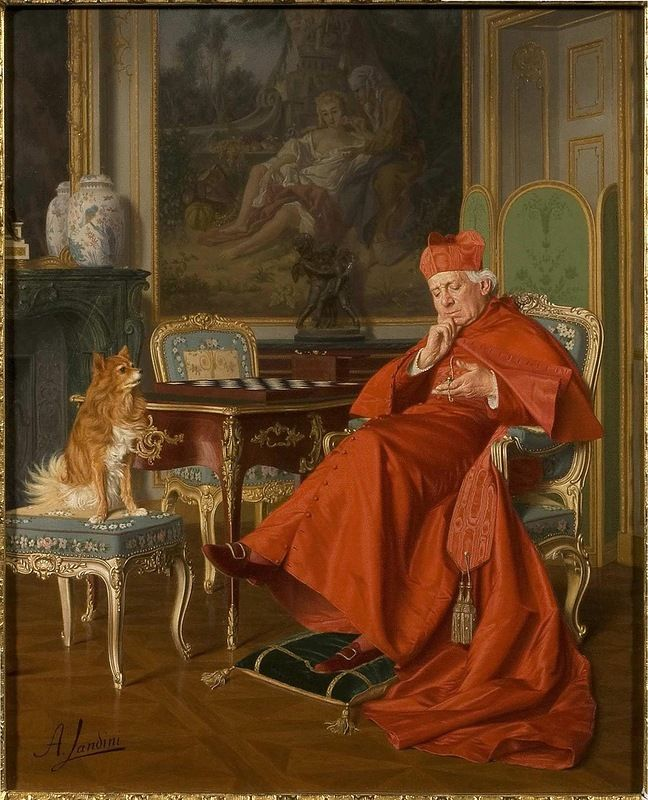
Андреа Ландини. Late for game, 1870
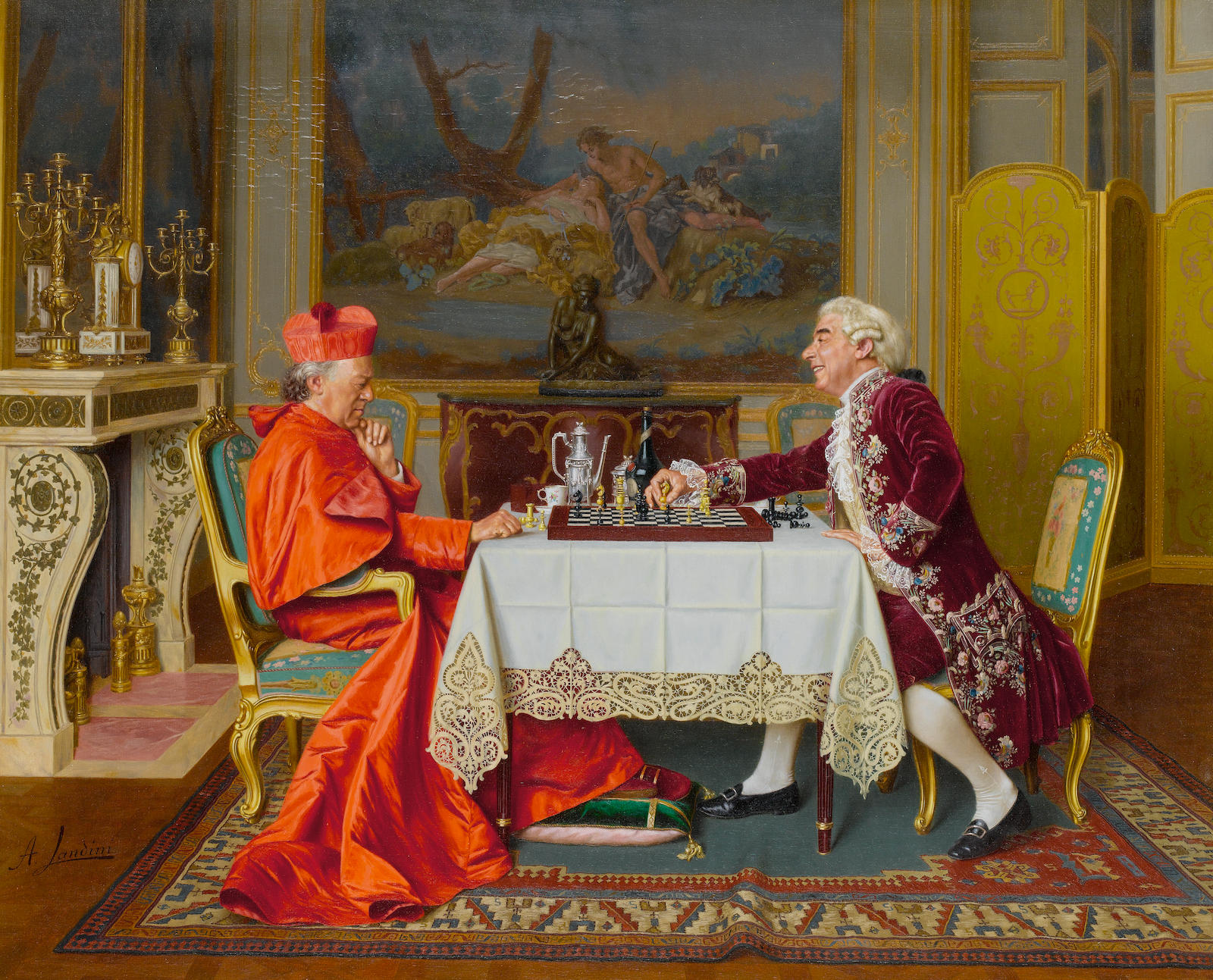
Андреа Ландини. Игра в шахматы